# Presidente Eduardo Frei Montalva Station
Het Presidente Eduardo Frei Montalva Station is het belangrijkste Chileense poolstation. Het station ligt in een ijsvrije zone op King George Island en wordt permanent bemand. Het station beschikt over een start- en landingsbaan en doet dienst als doorvoerhaven voor omliggende stations. Tevens zijn er op de basis een ziekenhuis, een school, een bank en een supermarkt aanwezig.
Tijdens de zomer zijn er zo'n 150 mensen aanwezig op het station. Gedurende de winter ligt dit aantal gewoonlijk ongeveer rond de 80.
In 1969 werd het station in gebruik genomen als Centro Meteorológico Eduardo Frei, later werd het hernoemd tot Base Teniente Rodolfo Marsh. In de jaren 90 kreeg het station zijn huidige naam. De start- en landingsbaan heet nog altijd Teniente Rodolfo Marsh.